# Antonio Franzini
Antonio Maria Franzini (Casal Cermelli, 2 luglio 1788 – Torino, 13 gennaio 1860) è stato un politico e generale italiano, al servizio della corte sabauda.

## Biografia
Figlio di Giovanni e di Luisa Cermelli, nel 1809 si arruola nell'esercito francese raggiungendo il grado di luogotenente di artiglieria. Entrò poi nell'esercito sardo nel corpo di artiglieria raggiungendo il grado di luogotenente generale nel 1848.
Il 13 ottobre 1838 gli venne concesso il titolo di conte.
Dal 16 marzo al 27 luglio 1848 è Ministro della guerra e marina durante il Governo Balbo.
Il 27 aprile dello stesso anno vinse le elezioni della Camera dei Deputati, dimissionario il 28 luglio, riprese il portafoglio il 15 agosto vincendo nuovamente le elezioni il 30 settembre.
Allo scadere dell'armistizio di Salasco riprende le ostilità contro l'Austria in qualità di Quartier Mastro Generale e consigliere nelle operazioni di guerra. Nominato Presidente del Consiglio Consultivo per la guerra nel settembre 1849 diviene comandante del Corpo di Stato Maggiore.
Nel 1850 è collocato a riposo col grado di generale d'armata.
Il 10 luglio 1849 fu nominato senatore del Regno. Dal 1854 al 1859 diviene ancora Presidente del Consiglio Consultivo Permanente di guerra.